# Bemmeridae
Bemmeridae Simon, 1903 è una famiglia di ragni migalomorfi appartenente all'ordine Araneae.

## Etimologia
Non è nota l'etimologia del nome della famiglia. Nella descrizione originaria non vi è cenno. Di seguito il suffisso -idae che ne denota l'appartenenza ad una famiglia.

## Caratteristiche
I ragni di questa famiglia costruiscono cunicoli sotterranei con un'apertura superiore dalla quale fuoriescono per catturare le prede; l'apertura del cunicolo è perfettamente mimetizzata col terreno da risultare di difficile rinvenimento.

## Distribuzione
I 4 generi sono stati rinvenuti in Asia sudorientale, India e America meridionale.

## Tassonomia
Inizialmente descritta come tribù col nome di Bemmereae in un lavoro di Simon (1903a), è stata elevata al rango di sottofamiglia con il nome di Bemmerinae, nella famiglia Nemesiidae, a seguito di un lavoro dell'aracnologo Raven (1985a).
Di recente, a seguito del corposo lavoro dell'aracnologa Opatova et al., del 2020, è stata costituita in famiglia con l'attuale denominazione.
Attualmente, a novembre 2020, si compone di 4 generi e 47 specie:
1. Atmetochilus Simon, 1887[3] — Myanmar, Indonesia (Sumatra), Thailandia
2. Damarchus Thorell, 1891[3] — India, Asia sudorientale
3. Homostola Simon, 1892[4] — Sudafrica
4. Spiroctenus Simon, 1889[3] — Africa meridionale